# Robert Eunson
Robert Eunson, né le 23 juillet 1912 à Billings dans le Montana et mort le 22 mai 1975 au Japon, est un journaliste et écrivain américain, auteur de roman policier.

## Biographie
Après des études à l'université d'État de l'Arizona, où il obtient en 1936 son bachelor of Arts, il devient, dès 1941, correspond à l'étranger de l'Associated Press, puis, à Tokyo, chef des services pour l'Asie.
En 1955, il publie son premier roman Mikimoto le roi des perles (The Pearl King), consacré à Mikimoto Kōkichi. Le Procès du bout du monde (Trial at Odawara), paru en 1963, a pour cadre le Japon et raconte le procès d'un GI de l'armée américaine jugé par un tribunal japonais pour le meurtre du père de sa geisha. Selon Claude Mesplède « cette unique traduction de l’auteur est un riche documentaire sur le Japon, ses traditions, et sur les relations souvent difficiles entre Américains et Japonais au lendemain de la Seconde Guerre mondiale ».

## Œuvre

### Romans
- The Pearl King, 1955
  - Mikimoto le roi des perles, traduction d'Henri Thies, P. Horay, 1957
- Mig Alley, 1958
- Trial at Odawara, 1963
  - Le Procès du bout du monde, Série noire no 899, 1964

## Sources
- Claude Mesplède, Les Années Série noire vol.2 (1959-1966) Encrage « Travaux » no 17, 1993
- Claude Mesplède et Jean-Jacques Schleret, SN, voyage au bout de la Noire : inventaire de 732 auteurs et de leurs œuvres publiés en séries Noire et Blème : suivi d'une filmographie complète, Paris, Futuropolis, 1982 (OCLC 11972030), p. 127.